# Мстиславська вулиця (Чернігів)
Мстиславська — вулиця у Чернігові. Названа на честь першого літописного князя Чернігівського — Мстислава Володимировича.

## Історія вулиці
Прокладена майже два сторіччя тому. Тягнулася від Мстиславового міста, тобто Дитинця до Ковалівки. Після Другої світової війни частину вулиці (від Родимцева до Преобреженської) забудували п'ятиповерхівками. Нині вулиця Мстиславська починається від вулиці Родимцева, на розі якої стоїть двоповерхова споруда Молодіжного театру. Далі вулиця межує зі Сквером Богдана Хмельницького.
Вулиця Мстиславська була прокладена ще на початку XIX століття разом із вулицею Воскресенською (нині Чернишевського), з якою вона перетинається під прямим кутом між проспектом Перемоги та вул. Київською. Вулиця Мстиславська мала формувати центральні житлові квартали, що складалися відповідно до регулярних планів 1808—1862 рр. На початку своєї історії вулиця брала свій початок від безіменної площі неподалік тогочасної чоловічої гімназії, у приміщенні якої нині розташований Чернігівський обласний історичний музей імені В. Тарновського. Вулиця Мстиславська отримала своє ім'я на честь першого чернігівського князя Мстислава Володимировича. За радянських часів та в перші роки незалежності України вона встигла побувати вулицею імені комуністичних діячів Раковського та Фрунзе. Історичну назву вулиці повернули під час першої хвилі перейменувань вулиць наприкінці 90-х років.
Після Другої світової війни вулиця стала дещо коротшою, адже після того, як було укрупнено й реконструйовано чотири квартали між вулицями Серьожникова, Преображенського, Гонча і Шевченка, Мстиславська відділилася від Дитинця житловим кварталом і нині розпочинається на перехресті з вулицею Родимцева.
На вулиці Мстиславській збереглося чимало дерев'яних одноповерхових будинків, виконаних в архітектурному плані — з декоративними фронтонами, вікна — з оригінальними різьбленими наличниками і сандриками з використанням мотивів вишиваного рушника на малюнку наличників основного поверху, облицьовані керамічною рельєфною плиткою чи обшиті горизонтальною профільованою шалівкою. У будинку № 77 збереглася піч, облицьована рельєфними орнаментованими кахлями. На початку XX ст. вулиця практично суцільно була вкрита такими будинками. Утім, після Другої світової війни її починають масово забудовувати п'ятиповерховими та дев'ятиповерховими житловими будинками. Під час їх будівництва проводилися археологічні дослідження, результати яких показали, що за часів Київської Русі на нинішній території вулиць знаходилося декілька християнських кладовищ на яких були поховані представники різних прошарків населення.

## Друкарня газети «Чернігівські губернські відомості»
У двоповерховому цегляному будинку, збудованому на початку XX ст., який нині має № 23 і розташований неподалік перехрестя пр-ту Перемоги та вул. Мстиславської певний час містилася друкарня періодичного видання «Чернігівські губернські відомості». Сама ж редакція знаходилася на вул. Шосейній. Ця офіційна урядова газета виходила в Чергові в 1838—1918 рр., спочатку щодня, з 1865-му — двічі, а починаючи з 1866-го — тричі на тиждень. Складалася вона з двох частин: офіційної, де друкувалися розпорядження, постанови і повідомлення центральної й місцевої влади; неофіційної, у якій вміщувалися повідомлення про місцеві новини, статті з фольклору, етнографії, лінгвістики, археології, історії краю, життя сусідніх губерній.
На сторінках «Чернігівських губернських відомостей» у різні часи друкувалися статті істориків М. О. Макаровича, О. М. Лазаревського, етнографів П. С. Єфименка, О. В. Марковича, письменників Л. І. Глібова, М. М. Коцюбинського та багатьох інших видатних діячів Сіверського краю. Нині, у приміщенні цього будинку знаходяться кілька житлових квартир та офіси.

## Будинки революціонерів
На вулиці Мстиславській розташовувалося одразу два будинки пов'язані з діяльністю революціонерів-підпільників, які боролися проти тодішньої царської влади. В одному з них жив учень реального училища, уродженець села Березна (нині Менський район) Іван Товстуха. У липні 1909 року чернігівська поліція провела у нього обшук під час якого було знайдено 240 книжок, зокрема твори Карла Маркса, Фрідріха Енгельса, Ісаака Бабеля, Георгія Плеханова, Максима Горького та багатьох інших. Нелегальна бібліотека належала соціал-демократичному товариству вихованців місцевої духовної семінарії. Як доповідав начальник губернського жандармського управління, всі книжки призивали до «насильницького повалення встановленого законами основного образу правління в Росії та існуючого в державі суспільного ладу, до непокори та протидії закону». Бібліотека була вилучена та знищена, а самого Івана Товстуху на 20 років було заслано до Сибіру. Утім, після революції він стрімко пішов по партійній кар'єрі та врешті дослужився до помічника директора Інститут Леніна при ЦК ВКП(б) та навіть встиг попрацювати секретарем у самого Йосипа Сталіна.

## Партизанський командир Федір Коротков
У цій одноповерховому будинку № 23 певний час після війни жив командир чернігівських партизанів Федір Коротков, який зайняв цю посаду після загибелі Миколи Попудренка.
Федір Коротков народився у Тверській губернії 1905 року. Працював робітником у деревообробній артілі, а після революції почав стрімко просуватися по партійній кар'єрі, і вже 1937 року посів посаду 1-го секретаря Корюківського райкому КП(б)У.
У роки Німецько-радянської війни 1941—1945 років був секретарем підпільного Корюківського райкому КП(б)У. З вересня 1941 року — командир Корюківського партизанського загону, а згодом — командир роти Чернігівського об'єднання партизанського загону під командуванням Миколи Попудренка. З 25 травня 1943 року — член Чернігівського підпільного обкому КП(б)У. Після загибелі Миколи Попудренка очолив обласний штаб партизанського руху та з'єднання партизанських загонів Чернігівської області ім. М. Попудренка. Бійці з'єднання провели 12 великих боїв із ворогом, розгромили 7 гарнізонів, 22 поліційні станиці, здійснили понад 120 диверсій на залізничних комунікаціях, підірвали 4 залізничні та 10 шосейних мостів, розбили 120 потягів, захопили велику кількість трофеїв. У 1943—1946 роках — 2-й секретар Чернігівського міськкому КП(б)У. З 1947 року — депутат ВР УРСР по Чернігівському виборчому округу. З січня 1950 року — 1-й секретар Чернігівського міськкому КП(б)У. У 1959 році Ф. Коротков вийшов на пенсію.

## Партизанський командир Олексій Федоров
З вулицею Мстиславською пов'язане життя одного з найбільш знаменитих радянських діячів Чернігівщини — одного з організаторів і керівників партизанського руху в Україні, двічі Героя Радянського Союзу Олексія Федорова. Він жив у будинку № 28, який вражає своєю красою і великою виконавською майстерністю. Стіни споруди декоровано цегляним облицюванням, фасад розчленовано пілястрами. Вхідні двері прикрашені рельєфним і накладним різьбленням. Будинок дерев'яний, загальна композиція симетрична з декорованими фронтонами. У площі споруда являє собою прямокутник із двома ризалітами з боку двору. До 1930 року в ньому мешкав учасник громадянської війни П. Я. Веревченко.
Олексій Федоров прожив у цьому будинку з 1938-го до початку Німецько-радянського протистояння у Другій світовій війні. У той час він обіймав посаду 1-го секретаря Чернігівського обласного комітету КП(б)У. Після початку війни був залишений у підпіллі, аби організувати партизанський загін, який підпорядковувався НКВС СРСР. За даними спецслужб, до березня 1942 року очолюваний О. Ф. Федоровим Чернігівський партизанський загін провів 16 боїв, убивши близько тисячі німецьких військовослужбовців, проводилися інші систематичні на території України — зруйнував 33 шосейних і залізничних мостів, пошкодив 5 ешелонів на залізниці, підірвав 5 складів, 2 заводи. 1942 року був Олексію Федорову було присвоєно звання Героя Радянського Союзу. У будинку, де жив Олексій Федоров, тривалий час знаходився дитячий садок № 22.

## Галерея

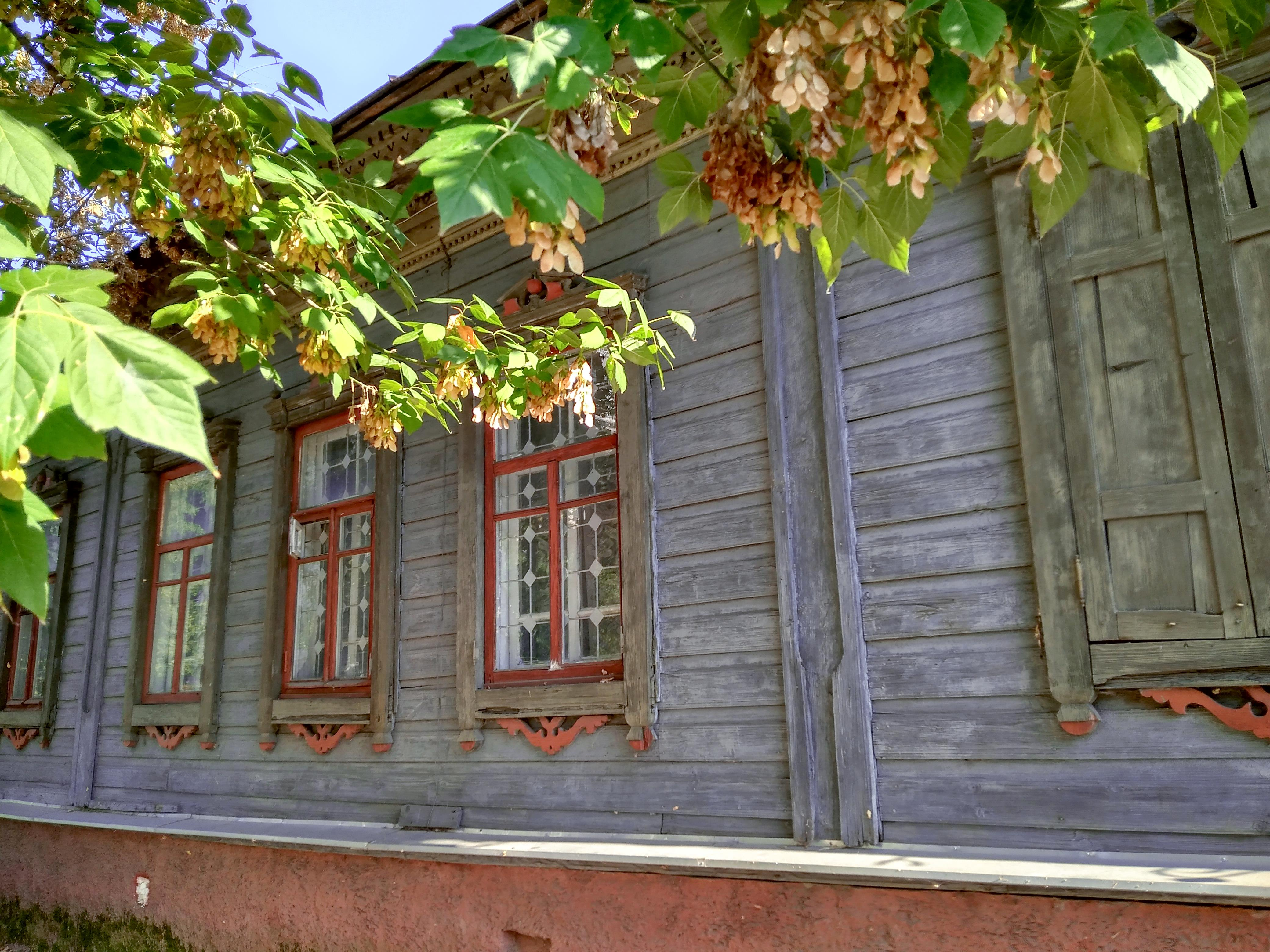
Будинок, у якому жив художник В. М. Конашевич, вул. Мстиславська, 37